# Lista dos estádios de futebol de maior altitude do mundo
Este artigo traz uma lista com os estádios de futebol que estão localizados nas maiores altitudes do mundo.
Como no ano de 2007 a Fifa chegou a banir jogos acima de 2.500m de altitude, só serão listados aqui os estádios localizados acima desta altitude.
| #  | Estadio                              | Cidade-sede    | Clube Mandante                                       | Altitude média | Observação                                                                            | Ref.   |
| -- | ------------------------------------ | -------------- | ---------------------------------------------------- | -------------- | ------------------------------------------------------------------------------------- | ------ |
| 1  | Estadio Daniel Alcides Carrión       | Cerro de Pasco | Unión Minas                                          | 4.378 m        | Reconhecido pela FIFA e pelo Guinness como o de maior altitude do mundo               | [ 2 ]  |
| 2  | Estádio Municipal de El Alto         | El Alto        | Always Ready                                         | 4.090 m        | Estádio de maior altitude em que se disputou uma partida oficial da Copa Libertadores | [ 2 ]  |
| 3  | Estádio Víctor Agustín Ugarte        | Potosí         | Real Potosí                                          | 3.967 m        |                                                                                       | [ 3 ]  |
| 4  | Estádio Guillermo Briceño Rosamedina | Juliaca        | Binacional                                           | 3.825 m        |                                                                                       | [ 4 ]  |
| 5  | Estádio Jesús Bermúdez               | Oruro          | San José                                             | 3.735 m        |                                                                                       | [ 5 ]  |
| 6  | Lhasa Cultural Sports Center Stadium | Deyang         | Lhasa Chengtou                                       | 3.658 m        |                                                                                       | [ 6 ]  |
| 7  | Estádio Hernando Siles               | La Paz         | Vários clubes (The Strongest, Bolívar, entre outros) | 3.637 m        | Estádio de maior altitude localizado em uma capital de país                           | [ 1 ]  |
| 8  | Estádio Inca Garcilaso de la Vega    | Cuzco          | Club Sportivo Cienciano                              | 3.350 m        |                                                                                       | [ 7 ]  |
| 9  | Estádio Huancayo                     | Huancayo       | Deportivo Junín, Sport Huancayo                      | 3.250 m        |                                                                                       | [ 8 ]  |
| 10 | Zerayakob Stadium                    | Debre Berhan   | Semen Shewa Debre Birhan SC                          | 2.850 m        |                                                                                       |        |
| 10 | Estádio Casa Blanca                  | Quito          | LDU de Quito                                         | 2.850 m        |                                                                                       | [ 9 ]  |
| 12 | Estádio Olímpico Patria              | Sucre          | Universitario de Sucre, Independiente Petrolero      | 2.810 m        |                                                                                       | [ 10 ] |
| 13 | Estádio Olímpico de Riobamba         | Riobamba       | Olmedo                                               | 2.754 m        |                                                                                       | [ 11 ] |
| 14 | Estádio Nemesio Díez                 | Toluca         | Deportivo Toluca                                     | 2.670 m        | Estádio de maior altitude onde se disputou um jogo da Copa do Mundo                   | [ 12 ] |
| 15 | Estádio El Campín                    | Bogotá         | Independiente Santa Fe, Millonarios                  | 2.640 m        |                                                                                       | [ 13 ] |
| 15 | Estádio Metropolitano de Techo       | Bogotá         | La Equidad                                           | 2.640 m        |                                                                                       | [ 14 ] |
| 17 | Estádio Félix Capriles               | Cochabamba     | Jorge Wilstermann                                    | 2,574 m        |                                                                                       | [ 15 ] |
| 18 | Estádio Alejandro Serrano Aguilar    | Cuenca         | Deportivo Cuenca                                     | 2.550 m        |                                                                                       | [ 16 ] |
| 19 | Estádio Rumiñahui                    | Sangolquí      | Independiente del Valle                              | 2.500 m        |                                                                                       | [ 17 ] |

## Mais altos por continente
| # | Continente       | Estádio                              | Cidade-sede    | Clube Mandante              | Altitude média | Observação                                                          | Ref.   |
| - | ---------------- | ------------------------------------ | -------------- | --------------------------- | -------------- | ------------------------------------------------------------------- | ------ |
| 1 | América do Sul   | Estadio Daniel Alcides Carrión       | Cerro de Pasco | Unión Minas                 | 4.378 m        | Mais alto do mundo e das américas                                   | [ 2 ]  |
| 2 | Ásia             | Lhasa Cultural Sports Center Stadium | Deyang         | Lhasa Chengtou              | 3.658 m        |                                                                     | [ 6 ]  |
| 3 | África           | Zerayakob Stadium                    | Debre Berhan   | Semen Shewa Debre Birhan SC | 2.850 m        |                                                                     |        |
| 4 | América do Norte | Estádio Nemesio Díez                 | Toluca         | Deportivo Toluca            | 2.670 m        | Estádio de maior altitude onde se disputou um jogo da Copa do Mundo | [ 12 ] |
| 5 | Europa           | Ottmar Hitzfeld Stadium              | Gspon          | FC Gspon                    | 2.000 m        |                                                                     | [ 18 ] |

## Curiosidades
O Estádio de menor altitude do mundo é o Jericho International Stadium, da cidade de mesmo nome, na Palestina, a 300 metros abaixo do nível do mar.

## Ver Também
- Controvérsia da altitude no futebol